# Mimi Chakarova
Mimi Chakarova (en búlgaro: Мими Чакърова; Bulgaria, 1976) es una fotógrafa y documentalista búlgaro-estadounidense. Su trabajo más conocido es The Price of Sex, un documental de 2011 sobre el tráfico sexual por el que ha recibido el Premio Néstor Almendros al valor y el Premio Magnum Photos Inge Morath.

## Trayectoria
Nacida en Bulgaria, Chakarova creció en la Bulgaria de la época comunista en el seno de una familia modesta, y posteriormente emigró a Baltimore (Estados Unidos) con su familia en 1989. Se trasladó a San Francisco en 1994 para estudiar fotografía en el City College. Se licenció en Fotografía en el Instituto de Arte de San Francisco y obtuvo un máster en Bellas Artes en Estudios Visuales en la Universidad de California de Berkeley. En 2003, se le concedió la beca Dorothea Lange por su destacado trabajo en la fotografía documental.
Chakarova ha enseñado fotografía en la Escuela de Periodismo de la Universidad de California de Berkeley y en los Estudios Africanos y Afroamericanos y los Estudios Comparativos de Raza y Etnia de la Universidad Stanford. Cubre temas globales como los conflictos, la corrupción y el comercio sexual: "Voy allí donde las historias no se cuentan, o se cuentan con una perspectiva sesgada".
Ha realizado numerosas exposiciones individuales de sus proyectos documentales sobre Sudáfrica, Jamaica, Cuba, Cachemira y Europa del Este. Su trabajo fotográfico se ha publicado, entre otros, en las revistas National Geographic, The New York Times Sunday Magazine, The Atlantic Monthly, Ms., The Sunday Times Magazine, la emisión 60 Minutes de CBS News, CNN World, BBC World, Al Jazeera English, PBS' FRONTLINE/World y el Center for Investigative Reporting. En 2007, comisarió una serie de la revista Frontline / WORLD'S FlashPoint, que presentaba el trabajo de fotógrafos consagrados y emergentes de todo el mundo. 
Como directora, su trabajo más conocido es probablemente The Price of Sex, un documental de 2011 sobre el tráfico sexual, la trata de mujeres y la corrupción en Europa del Este. Sus otros trabajos cinematográficos incluyen The Hour (2005) y Frontline/World (2002). El más reciente es Men: A Love Story (2016), un documental realizado en todo Estados Unidos para averiguar qué piensan los hombres sobre las mujeres y el amor.

## Obra (selección)

### Fotografía
- 2005 – Capitalism, God, And A Good Cigar: Cuba Enters The Twenty-first Century. Duke University Press.

### Documentales
- 2002 – Frontline/World.
- 2005 – The Hour.
- 2011 – The Price of Sex.
- 2015 – In the Red: A Documentary About Changing Lives.
- 2016 – Men: A Love Story.
- 2017 – Ron Miles: I Am A Man.
- 2018-19 – Still I Rise. Serie documental de TV de 6 episodios.

## Reconocimientos
Chakarova ha recibido la beca Dorothea Lange por su excelente trabajo en fotografía documental. Su obra ha sido reconocida con el Premio Néstor Almendros al valor en la realización de películas, el Premio Daniel Pearl al mejor reportaje de investigación internacional, el Premio Magnum Photos Inge Morath por su trabajo sobre el tráfico sexual y un Webby People's Voice, así como una nominación al Premios Emmy de Noticia y Documental.
- 2005: Premio Magnum Photos Inge Morath por el tráfico sexual en Europa del Este.[6]
- 2008: Premio People's Voice Webby.
- 2008: Nominación a los premios Emmy de noticias y documentales.[7]
- 2011: Premio Néstor Almendros del Festival de Cine de Human Rights Watch de Nueva York por su valentía cinematográfica.[8]
- 2011: Premio Daniel Pearl al mejor reportaje de investigación internacional.[9]
- 2012: Finalista del Premio Dart a la Excelencia en la Cobertura de Traumatismos.[10]